# Myxom
Myxom je vzácný benigní nádor srdce. Tvoří se hlavně v levé srdeční síni a vede k srdeční arytmii a emboliím.

## Výskyt
Myxom asi 3× častěji postihuje muže. Věkové rozpětí je mezi 40–60 lety. Asi 5 % pacientů postižených myxomem má v rodině takzvaný myxom-syndrom. Vedle srdečních myxomů se také vyskytují myxomy v pigmentových buňkách pod kůží.

## Lokalizace
Nádor se může vyskytovat ve všech srdečních dutinách, avšak v 85 % se vyskytuje v levé síni.

## Symptomy
Nachází-li se tumor v levé síni, může způsobit obstrukci či poškození chlopně. Způsobuje zúžení dvojcípé chlopně (stenózu mitrální chlopně). Mimo to se vyskytují problémy zažívacího traktu, horečka, vysílenost, únava, anémie, objevují se problémy se srdečním rytmem.